# Passiflora xishuangbannaensis
Passiflora xishuangbannaensis is een passiebloem, die in 2005 voor het eerst beschreven is. Het is een van de weinige passiebloemen die van nature voorkomen in Azië, want de meeste soorten komen van nature voor in Midden- en Zuid-Amerika.
De plant heeft 1–3 m lange, gladde stengels. De bladstelen zijn tot 2,5 cm lang. De bladeren zijn donkergroen met lichtgroene omrandingen bij de drie hoofdnerven, diep tweelobbig en 4,5-8,5 × 2,5–5 cm groot.
Per bladoksel groeien er tot twee, circa 3,5 cm brede bloemen, waarvan er vaak een afsterft gedurende de groei. De bloembladeren worden volledig teruggeslagen als de bloem zich opent. De kelkbladeren zijn wit en groenig en tot 1,8 × 0,7 cm groot. De kroonbladeren zijn wit en tot 1,2 × 0,3 cm groot. De corona bestaat uit twee rijen. De buitenste rij is 1 cm lang en paarsbruin in het basale derde deel en helder geel aan de uiteindes. De binnenste rij is 5 mm lang en paarsbruin met gele punten. In het midden van de corona ontspringt de androgynofoor. De vruchten zijn 1,5 × 1 cm groot, eivormig en worden rijp donkerblauw. De zaadmantels zijn gelig oranje. De vruchten bevatten zeven tot tien, tot 0,6 cm lange zaden.
Passiflora xishuangbannaensis is endemisch in de prefectuur Xishuangbanna (provincie Yunnan in China). De plant komt er voor op 1200 m hoogte bij zonnige of schaduwrijke, natte bosranden. De plant kan in Noord-Amerika en Europa in de broeikas worden gehouden.
Een verwante soort is de eveneens in China voorkomende Passiflora altebilobata.

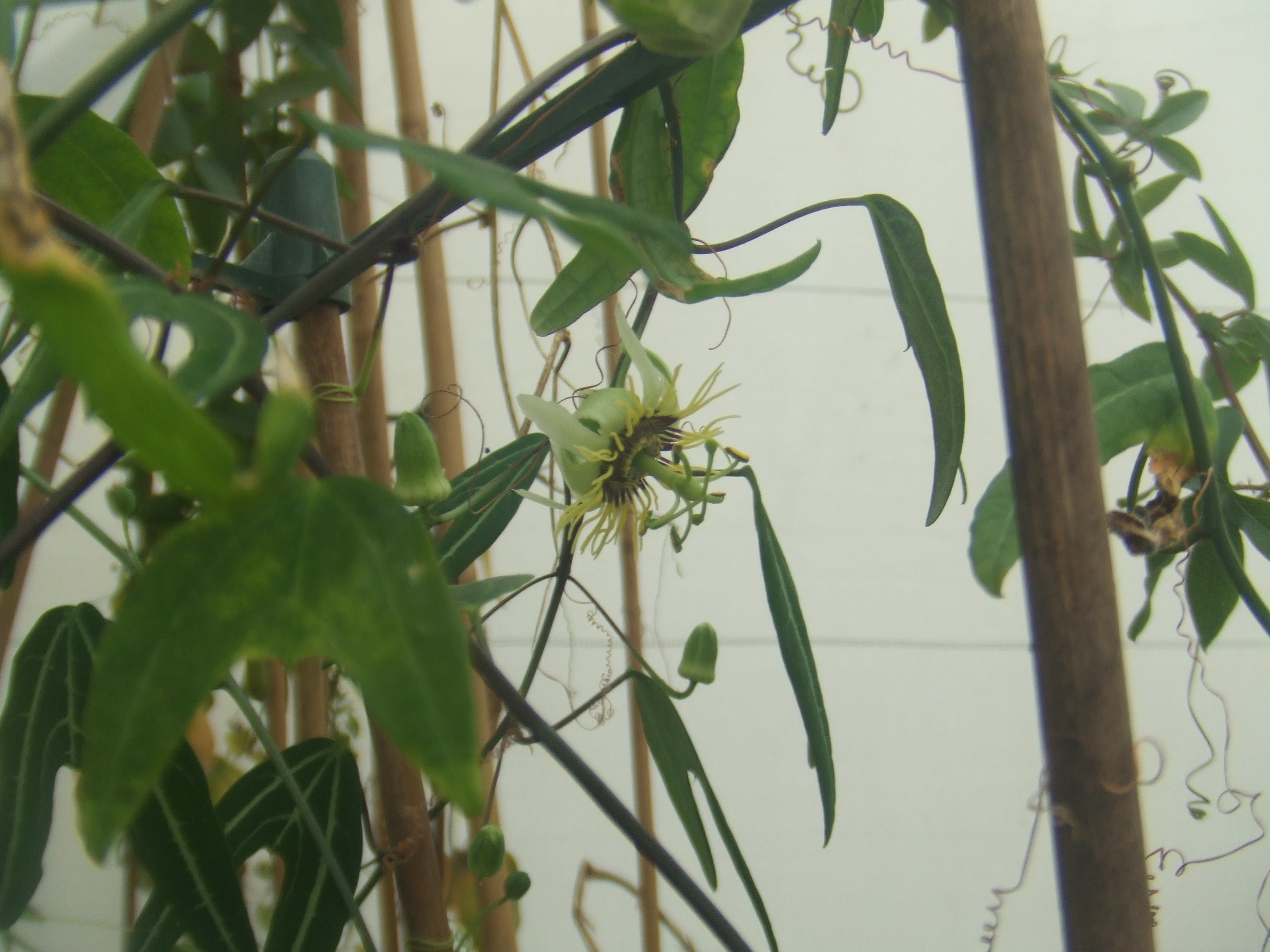